# Pessac-sur-Dordogne
Pessac-sur-Dordogne é uma comuna francesa na região administrativa da Nova Aquitânia, no departamento da Gironda. Estende-se por uma área de 7,72 km². Em 2010 a comuna tinha 458 habitantes (densidade: 59,3 hab./km²).